# Kim Sang-ok
Kim Sang-ok (* 15. März 1920 in T'ongyŏng, Kyŏngsangnam-do; † 31. Oktober 2004) war ein südkoreanischer Lyriker.

## Leben
Kim Sang-ok (Schriftstellername: Ch'ojŏng [초정|草汀|艸汀|草丁]) wurde am 15. März 1920 in T'ongyŏng, Kyŏngsangnam-do, geboren. 1938 gründete er gemeinsam mit Kim Yong-ho (김용호|金容浩), Ham Yun-su (함윤수|咸允洙) und anderen das Magazin Gerste (맥|麥), in welchem er 1938 die Gedichte Das Sandkorn (모래알) und Das Teehaus (다방) veröffentlichte. Im gleichen Jahr erschienen seine Gedichte in der Zeitschrift Sprössling (아|芽). Sein Sijo Balsamine (봉선화) wurde 1939 in der Zeitschrift Literatur (문장) veröffentlicht. 1941 gewann er mit seinem Gedicht Laub (낙엽) einen Literaturwettbewerb.
Während der japanischen Kolonialherrschaft wurde Kim „intellektueller Vergehen“ angeklagt und mehrfach inhaftiert. Nach der Befreiung Koreas unterrichtete er an der Masan Oberschule, der Pusan Mädchenoberschule und der Kyŏngnam Mädchenoberschule. 1956 gründete er die Tongyŏng Schriftsteller Vereinigung (통영문인협회).
Kim begann seine literarische Karriere als Dichter von Sijo, in der Zeit nach der Befreiung erweiterte er sein Repertoire jedoch um freie Verse. Seine frühen Werke zeichnen sich durch eine grüblerische Einstellung des Dichters gegenüber der Welt aus. Anstatt zu versuchen, den Wechsel zu beeinflussen, dienen seine frühen Gedichte wie Paek Cha-bu (백자부) und Wintereinbruch (입동) als passives Spiegelbild der Welt. Diese Passivität verstärkt in der Gedichtensammlung Das Lied der Hochebene (고원(故園)의 곡) sich zu einer Art ostasiatischem Feinsinn. Seine poetische Welt ist auch eine Welt der Lyrik, des Mondlichts, der Flaschenkürbisse und der Haarbänder, es ist eine Welt, in welcher der Dichter die Gewalt der Vergangenheit durch die Stille in seinem Herzen zu überwinden versucht.
Mit dieser traditionellen Lyrik als Grundlage seiner Sijo macht Kim Gebrauch von einer deutlichen und subtilen Sprache, um sein Verlangen auszudrücken, die hinter extremen Erscheinungen verborgenen Lebensenergien freizusetzen. 1963 versuchte sich Kim an der Modernisierung seiner Sijo, sowohl der Dreizeiler als auch jener aus drei Strophen bestehenden Sijo.

## Arbeiten

### Koreanisch

#### Gedichtsammlungen
- 초적(草笛) Die Pfeife aus Schilf (1947)
- 고원(故園)의 곡 Das Lied der Hochebene (1949)
- 이단(異端)의 시(詩) Häretische Gedichte (1949)
- 의상(衣裳) Kleidung (1953)
- 목석(木石)의 노래 Das Lied von Bäumen und Steinen (1956)
- 근작삼행시초(近作三行詩抄) Auswahl von aktuellen Dreizeilern (1968)
- 묵(墨)을 갈다가 Während ich den Tuschstein rieb (1980)

## Auszeichnungen
- 1995: 보관문화훈장 (Pogwan Orden für kulturelle Verdienste)
- 1995: 중앙시조대상 (Chungang Sijo-Preis)
- 1995: 노산문학상 (Nosan Literaturpreis)